# Wattasiderna

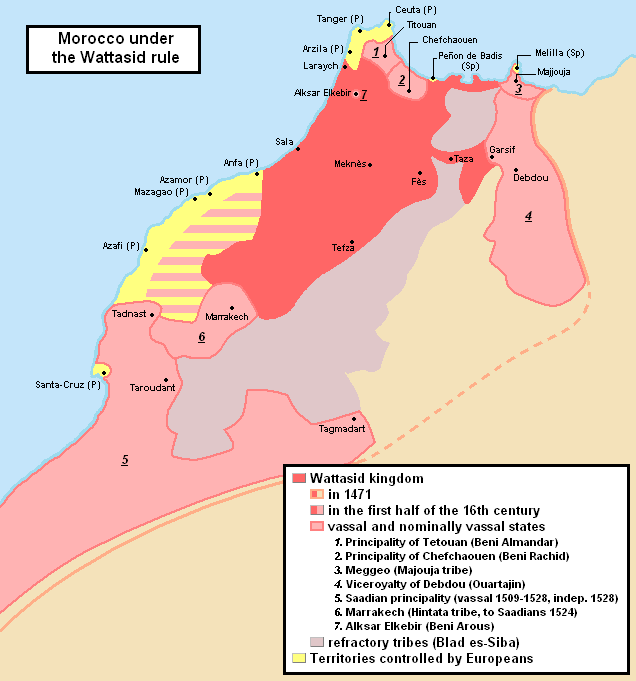
Wattasiderna (rött) och deras vasaller.

Wattasiderna var en sunnimuslimsk berbisk dynasti som regerade i nuvarande Marocko mellan 1472 och 1554. 
De efterträdde Mariniderna (1244–1465) och efterträddes av Zaydanididerna (1510–1659). 